# Timothyjin sindrom
Timothyjin sindrom rijedak je autosomno-dominantni poremećaj obilježen tjelesnim malformacijama, kao i neurološkim i razvojnim defektima, uključujući sindrom dugog QT-a, srčane aritmije, strukturne srčane mane, sindaktiliju (na rukama i nogama) i poremećaje iz spektra autizma. Timothyjin sindrom predstavlja jednu kliničku manifestaciju niza poremećaja povezanih s mutacijama u CACNA1C, genu koji kodira podjedinicu 1.2 α kalcijskog kanala Cav. 

## Znakovi i simptomi
Najupečatljiviji znak Timothyjina sindroma tipa 1 jest istodobna pojava sindaktilije (oko 0,03 % rođenih) i sindroma dugog QT intervala (1 % godišnje) kod jednog pacijenta. Ostali uobičajeni simptomi uključuju srčanu aritmiju (94 %), srčane malformacije (59 %) i autizam ili poremećaj iz autističnog spektra (80 % onih koji prežive dovoljno dugo za procjenu). Dismorfologije lica poput spljoštenih nosova također se pojavljuju kod otprilike polovine pacijenata. Zbog lošeg sloja cakline, djeca s ovim poremećajem imaju male zube koji su skloni karijesu i često ih je potrebno ukloniti. Prosječna dob smrti zbog komplikacija ovih simptoma je 2,5 godine, iako je bilo više izvještaja o pacijentima koji su preživjeli do srednjih ili kasnih dvadesetih.
Timothyjin sindrom tipa 2 ima uglavnom iste simptome kao i klasični oblik. Razlike u obliku tipa 2 su nedostatak sindaktilije, prisutnost mišićno koštanih problema (posebno hiperfleksibilnih zglobova) i često displazija kuka. Pacijenti s Timothyjinim sindromom tipa 2 također imaju više deformacija lica, uključujući izbočena čela i jezike.
Djeca s Timothyjinim sindromom obično se rađaju carskim rezom zbog fetalne patnje.

## Patofiziologija
Postoje dva prepoznata tipa Timothyjina sindroma, klasični (tip 1) i drugi tip (tip 2). Oba su uzrokovana mutacijama u genu CANCNA1C, koji kodira kalcijski kanal Cav, podjedinicu 1.2 α. Mutacije Timothyjina sindroma u CANCA1C uzrokuju odgođeno zatvaranje kanala, poznato i kao naponski zavisna inaktivacija, čime se povećava stanična ekscitabilnost.
Oba tipa Timothyjina sindroma uzrokovana su mutacijama u genu CANCNA1C. Ove mutacije nalaze se u egzonu 8 (tip 2) i egzonu 8a (klasični oblik, tip 1). Egzoni 8 i 8A međusobno se isključuju. Egzon 8a je visoko izražen u srcu, mozgu, probavnom sustavu, plućima, imunosnom sustavu i glatkim mišićima. Egzon 8 je također izražen u tim regijama, a njegova razina je otprilike pet puta veća od ekspresije egzona 8a.
Jedna mutacija pronađena je kod pacijenata s klasičnim Timothyjinim sindromom, G406R, koja se nalazi odmah iza šestog segmenta koji se proteže kroz membranu domena 1 (D1S6). Čini se da je konzervirani glicin na ovoj poziciji od vitalnog značaja za pravilnu naponski zavisnu inaktivaciju, jer mutantu nedostaje u tom pogledu. Mutacije Timothyjina sindroma tipa 2 su slične, jer su identične G406R mutacijama u drugom obliku prerade. Druga mutacija koja rezultira G402S, smještena nekoliko aminokiselina uzvodno, izvorno je također nazvana tip 2, ali je sada prepoznata kao varijanta koja uzrokuje nesindromski LQT8. Učinak mutacija G406R na funkciju kanala identičan je u dva oblika Timothyjina sindroma. Nedostatak odgovarajuće naponski zavisne inaktivacije kod ovih mutanata uzrokuje produljenu unutarnju struju i depolarizaciju tijekom srčanih akcijskih potencijala. To dovodi do sindroma dugog QT intervala i posljedične aritmije. Budući da egzon 8 ima veću ekspresiju u srcu u odnosu na egzon 8a, pacijenti s Timothyjinim sindromom tipa 2 imaju pogoršane srčane defekte u usporedbi s onima s klasičnim oblikom.
Svinjski model bolesti, koji nosi istu mutaciju kao i onaj pronađen kod pacijenata, omogućio je utvrđivanje da stanje preopterećenje kalcijem dovodi do razvoja supstrata za funkcionalni ponovni ulazak obilježen usporavanjem širenja srčanog impulsa. Studije na pojedinačnim stanicama pokazale su da autofosforilacija CaMKII smanjuje vršnu natrijevu struju, uzrokujući tako usporavanje provođenja.

## Dijagnoza
Sindaktilije i druge deformacije obično se opažaju i dijagnosticiraju pri rođenju. Sindrom dugog QT intervala ponekad se javlja kao komplikacija zbog operacije ispravljanja sindaktilije. U drugim slučajevima, djeca spontano kolabiraju tijekom igranja. To se svim slučajevima potvrđuje mjerenjima EKG-a. Sekvenciranje gena CACNA1C dodatno potvrđuje dijagnozu.

## Liječenje
Operacije se obično koriste za ispravljanje strukturnih srčanih mana i sindaktilije. Često se propisuju propranolol ili drugi beta-adrenenrgički blokatori, kao i ugradnja pejsmejkera za održavanje pravilnog srčanog ritma. S obzirom na to da karakterizacija mutacija Timothyjina sindroma ukazuje na to da uzrokuju defekte kalcijevim strujama, blokatori kalcijevih kanala mogu biti efikasni kao terapeutski agens.

## Prognoza
Prognoza za pacijente s dijagnozom Timothyjina sindroma vrlo je loša. Od sedamnaestero djece praćene u jednoj studiji, 10 je umrlo u prosječnoj dobi od 2,5 godine. Od onih koji su preživjeli, troje je dijagnosticiran autizam, jednom poremećaj iz autističnog spektra, a posljednji je imao teška kašnjenja u razvoju jezika. Jedan pacijent s mutacijom G402S uglavnom je zdrav, s izuzetkom srčane aritmije. Slično tome, majka dvoje pacijenata s Timothyjinim sindromom također je nosila mutaciju, ali nije imala nikakav očigledan fenotip. Međutim, u oba ova slučaja nedostatak ozbiljnosti poremećaja bio je posljedica mozaicizma.

## Povijest
Neke od abnormalnosti uočenih kod Timothyjina sindroma opisane su 1990-ih. Međutim, 2004. godine povezan je s abnormalnostima kalcijskih kanala, pa je nazvan „Timothyjin sindrom” u čast Katherine W. Timothy, koja je među prvima identificirala slučaj i provodila veći dio fenotipske analize koje je otkrila druge abnormalnosti.

## Vanjske poveznice
- Timothyjinsindrom (GeneReview)